# Corrado di Würzburg
Corrado di Würzburg (Würzburg, 1220 – Basilea, 1287) è stato un poeta tedesco.

## Biografia
Ricordato tra i maggiori rappresentanti della scuola di Goffredo di Strasburgo, la sua produzione esalta in particolare gli ideali della cavalleria. Fra i suoi numerosi poemi, Il cavaliere del cigno, la storia di Lohengrin, è di sicuro il più celebre. Compose pure delle leggende sacre, l'Alexius, il Silvester, il Pantaleon, in cui celebrò l'eroismo dei martiri e le glorie del Cristianesimo.